# Municipio de Cass (condado de Wapello)
El municipio de Cass (en inglés: Cass Township) es un municipio ubicado en el condado de Wapello en el estado estadounidense de Iowa. En el año 2010 tenía una población de 242 habitantes y una densidad poblacional de 6,96 personas por km².

## Geografía
El municipio de Cass se encuentra ubicado en las coordenadas 41°4′37″N 92°32′10″O / 41.07694, -92.53611. Según la Oficina del Censo de los Estados Unidos, el municipio tiene una superficie total de 34.75 km², de la cual 33,86 km² corresponden a tierra firme y (2,56 %) 0,89 km² es agua.

## Demografía
Según el censo de 2010, había 242 personas residiendo en el municipio de Cass. La densidad de población era de 6,96 hab./km². De los 242 habitantes, el municipio de Cass estaba compuesto por el 99,59 % blancos, el 0,41 % eran amerindios. Del total de la población el 0,41 % eran hispanos o latinos de cualquier raza.